# Сафронка
Сафронка (пол. Safronka, нім. Saffronken) — село в Польщі, у гміні Яновець-Косьцельний Нідзицького повіту Вармінсько-Мазурського воєводства.
Населення — 267 осіб (2011).
У 1975-1998 роках село належало до Ольштинського воєводства.

## Демографія
Демографічна структура станом на 31 березня 2011 року:
|          | Загалом | Допрацездатний вік | Працездатний вік | Постпрацездатний вік |
| -------- | ------- | ------------------ | ---------------- | -------------------- |
| Чоловіки | 140     | 31                 | 101              | 8                    |
| Жінки    | 127     | 34                 | 71               | 22                   |
| Разом    | 267     | 65                 | 172              | 30                   |